# I'm a Mess (canción de Bebe Rexha)
«I'm a Mess» es el primer sencillo del álbum debut Expectations de la cantante estadounidense Bebe Rexha. Fue lanzada a la venta el 15 de junio de 2018.

## Lanzamiento
El primer adelanto de la canción fue compartida el 18 de septiembre de 2017 a través de una historia en su red social Instagram. El segundo adelanto fue compartido el 20 de abril de 2018. 
El sencillo fue lanzado el 15 de junio de 2018 a la venta a través de descarga digital, mismo día se compartió el video con letra del sencillo en el canal oficial de Youtube de la cantante. Fue escrita por Rexha junto a Jussi Karvinen, Justin Tranter, Shelly Peiken y Meredith Brooks, estas últimas fueron incluidas como compositoras debido a que la canción fue inspirada y contiene una estructura léxica similar al tema «Bitch» compuesto en los años 90 por Peiken y Brooks.

## Video musical
El 19 de julio de 2018 se estrenó el video musical en el canal de Youtube de Rexha y fue dirigido por Sophie Muller.

### Recepción
Mike Nied del sitio web Idolator consideró el video musical como uno de sus videos más fuertes hasta la fecha, continuo agregando «inspirado por su presentación debut del sencillo y su video "I'm Gonna Show You Crazy" es un momento de empoderamiento». Consideró también que «es un lanzamiento sorprendente con un mensaje fuerte».

## Interpretaciones en vivo
El 22 de junio interpretó «I'm a Mess», además de interpretar «Ferrari», en Good Morning America en Nueva York y el 25 de junio en el programa The Tonight Show Starring Jimmy Fallon. El 12 de julio de 2018, durante su visita promocional en Australia, interpretó el sencillo nuevamente junto a su sencillo «Meant to Be» en el programa australiano Sunrise. El 18 de julio interpretó una versión acústica del sencillo en el segmento "Krock Studio Sessions" de la radio australiana K rock 95.5.
El 12 de agosto interpretó nuevamente el sencillo, esta vez en la entrega de los Teen Choice Awards 2018, sobre una cama gigante junto a un grupo de bailarines, utilizando un vestuario color rosado. El 26 de agosto de 2018 interpretó «I'm a Mess» y «Meant to Be» en los premios canadienses iHeartRadio Much Music Video Award. El 6 de septiembre interpreta nuevamente el sencillo en el programa Late Night with Seth Meyers. El 16 de septiembre interpreta el sencillo durante su visita como artista invitado en la casa de Gran Hermano USA, grabado como parte del episodio 36 del reality show. El 19 de septiembre interpretó «I'm a Mess» en el programa de televisión America's Got Talent. El 26 de septiembre, durante su visita promocional en Francia, interpretó una versión acústica del sencillo en la radio NRJ Hit Music Only en el programa "Instant Live". El 19 de octubre de 2018 interpretó nuevamente el sencillo esta vez en el programa Jimmy Kimmel Live!. El 8 de noviembre interpretó el sencillo en el Victoria’s Secret Fashion Show 2018.

## Posicionamiento en las listas

### Semanales
| Plataforma | Oyentes diarios              | Posición actual | Mejor posición |
| ---------- | ---------------------------- | --------------- | -------------- |
|            | 1.231.727 (última aparición) | - -             | 47             |

| País            | Lista                       | Mejor posición |
| --------------- | --------------------------- | -------------- |
| Alemania        | GfK Entertainment Charts    | 86             |
| Australia       | ARIA                        | 41             |
| Bélgica         | Ultratip Flanders           | 17             |
| Bélgica         | Ultratip Wallonia           | 30             |
| Canadá          | Billboard Canadian Hot 100  | 27             |
| Escocia         | Scottish Singles            | 94             |
| Eslovaquia      | Singles Digitál Top 100     | 35             |
| Estados Unidos  | Billboard Hot 100           | 36             |
| Estados Unidos  | Billboard Mainstream Top 40 | 9              |
| Hungría         | Stream Top 40               | 31             |
| Irlanda         | IRMA                        | 40             |
| Noruega         | VG-lista                    | 35             |
| Nueva Zelanda   | Hot Singles (RMNZ)          | 18             |
| Portugal        | AFP                         | 90             |
| Reino Unido     | UK Singles Chart            | 77             |
| República Checa | Singles Digitál Top 100     | 29             |
| Singapur        | RIAS                        | 10             |

## Certificaciones
| País           | Organismo certificador | Certificación | Ventas certificadas | Ref. |
| -------------- | ---------------------- | ------------- | ------------------- | ---- |
| Australia      | ARIA                   | Platino       | 70 000              |      |
| Brasil         | Pro-Música Brasil      | 3x Platino    | 120 000             |      |
| Canadá         | Music Canada           | 3x Platino    | 240 000             |      |
| Dinamarca      | IFPI Dinamarca         | Oro           | 45 000              |      |
| Estados Unidos | RIAA                   | 2x Platino    | 2 000               |      |
| Noruega        | IFPI Noruega           | 2x Platino    | 120 000             |      |
| Polonia        | ZPAV                   | 2x Platino    | 100 000             |      |
| Portugal       | AFP                    | Oro           | 5 000               |      |
| Reino Unido    | BPI                    | Oro           | 400 000             |      |

El tema ha vendido más de 8 millones (8,000,000) de unidades mundialmente, siendo así una de las canciones del 2,018 mejor vendidas por una artista femenina en solitario.